# ضریب تغییرات

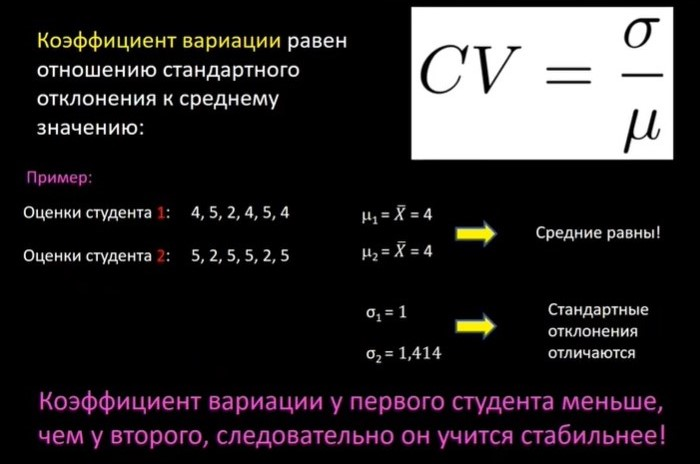
ضریب تغییرات

در نظریه احتمال و آمار ضریب تغییرات (به انگلیسی: coefficient of variation، مخفف:CV) یک معیار بهنجار است که برای اندازه‌گیری توزیع داده‌های آماری به کار می‌رود. که از تقسیم انحراف معیار بر میانگین مطابق فرمول زیر به دست می‌آید:
{\displaystyle c_{v}={\frac {\sigma }{\mu }}}
به عبارت دیگر ضریب تغییرات، میزان پراکندگی به ازای یک واحد از میانگین را بیان می‌کند. این مقدار زمانی تعریف شده است که میانگین صفر نباشد.
این مقدار واحد ندارد به همین دلیل معیاری مناسب برای مقایسه داده‌های آماری است که واحدهای مختلفی دارند.
ضریب تغییرات تنها قابل کاربرد برای مقیاس‌های نسبی است و نمی‌توان از آن برای سنجش مقادیری که می‌توانند مقدار منفی بگیرند  و مقداری نامنفی است چون صفر میتواند باشداستفاده کرد یا به بیان بهتر نمی‌توان از آن برای سنجش مقادیر فاصله‌ای بهره برد.
مثلاً اگر درجه حرارت را با مقیاس فارنهایت در نظر بگیریم برای آن نمی‌توان از ضریب تغییر اسفاده کرد و باید از مقیاس کلوین که همیشه مقداری مثبت است استفاده کرد.
برای مثال:
A data set of [1, 5, 6, 8, 10, 40, 65, 88] has still more variability. Its standard deviation is 30.78 and its average is 27.875, giving a coefficient of variation of
: 30.78 / 27.875 = 1.104.